# Deutzgambiet
Het Deutzgambiet is in de opening van een schaakpartij een variant van de Italiaanse opening. Het gambiet is ingedeeld bij de open spelen.
Het heeft de volgende beginzetten: 1.e4 e5 2.Pf3 Pc6 3.Lc4 Lc5 4.0-0 Pf6 5.d4.
Eco-code C 50.